# ان‌اف (رپر)
نیتن جان فایراِستاین (انگلیسی: Nathan John Feuerstein زادهٔ ۳۰ مارس ۱۹۹۱) که با نام NF (به شیوهٔ نوشتاری ИF) شناخته می‌شود خواننده رپ و ترانه‌سرا اهل ایالات متحده آمریکا است. وی از سال ۲۰۱۰ میلادی تاکنون مشغول فعالیت بوده‌است. او دارای شش آلبوم استودیویی و دو آلبوم کوتاه و یک میکس تیپ است.

## زندگی شخصی
نیت فایراِستاین متولد ۳۰ مارس ۱۹۹۱ در گلادوین، میشیگان است. پدر و مادر وی از یکدیگر طلاق گرفته‌اند و او در کنار پدرش بزرگ شد و بعد از ازدواج مجدد پدرش با مادربزرگ و پدربزرگش زندگی کرد.مادر وی زمانی که او ۱۸ سال داشت به دلیل سوءمصرف مواد مخدر جان خود را از دست داد.
خواهر او نیز همانند مادرش به اعتیاد مبتلا بود. او در صحبت‌هایش گفته‌است که دوست پسر مادرش خیلی او را از لحاظ روحی و فیزیکی مورد آزار قرار می‌داد.
از سن ۱۲ سالگی رپ می‌نوشت و با دستگاه کارائوکه برای خودش می‌خواند، به گفته خودش با رپ می‌توانست از دنیای واقعی فرار کند.
دبیران او علاقه زیادی به رپ کردن ان‌اف نداشتند. او در سال ۲۰۰۹ دبیرستانش را در مدرسه گلادوین به پایان رساند. او همچنین در تیم بسکتبال نیز بازی می‌کرد. او علاقه‌ای به مدرسه نداشت و ادعا می‌کند که چیزهایی که به طرفدارانش در آهنگ‌هایش یاد می‌دهد در مدرسه وجود ندارد.
او در آهنگ‌های خود از فحش و کلمات رکیک استفاده نمی‌کند.
ان‌اف حرفه خود را وقتی که در «جشنواره هنرهای زیبا» (Fine Arts Festival) که با کمک رابطه‌ای که با کلیسا در کانتون میشیگان داشت شرکت کرده بود و در مسابقات سال ۲۰۰۸ دوم شد، شروع کرد. ناگفته نماند سال بعد یعنی سال ۲۰۰۹ اول شد.

## دوران کاری
سال ۲۰۱۰ آلبوم Moments «لحظه‌ها» را منتشر کرد که تحت هیچ لیبلی نبود. این آلبوم شدیداً تحت تأثیر امینم بود که در آن سال‌ها تنها الگوی او بود.
سال ۲۰۱۲ آلبومی دیگر به نام I'm free «من آزادم» منتشر کرد که بازهم تحت هیچ لیبلی نبود.
در سال ۲۰۱۳ ترک سینگل Beautiful Addiction «اعتیاد زیبا» که در سبک رپ و هیپ هاپ نبود منتشر کرد و در همین سال هم همکاری در فلیم Start Over «شروع کن» داشت که قسمت همخوان این آهنگ را اجرا کرد.
در سال ۲۰۱۴ با لیبل کپیتال رکوردز قرارداد امضا کرد و آلبوم NF «ان‌اف» را منتشر کرد، که نسبت به ۲ آلبوم اول بازخورد خوبی داشت.
سال ۲۰۱۵ سال پرکاری برای او بود، دو همکاری در آهنگ‌های The One With My Friends «یکی از دوستانم» و Till The Day I Die «تا روزی که می‌میرم» داشت.
مهم‌ترین کار او در سال ۲۰۱۵ منتشر کردن اولین آلبوم رسمی و استودیویی خودش بنام Mansion «عمارت» و تحت لیبل کپیتال رکوردز بود.
تا سال ۲۰۱۵ خودش تهیه‌کننده آلبوم‌هایش بود.
در واقع Mansion «عمارت» همان ذهن ان‌اف است که در مورد خود صحبت می‌کند و از زندگی، ترس‌هایش و احساساتش می‌گوید.
در سال ۲۰۱۶ آلبوم Therapy Session «جلسه درمان» را منتشر کرد که تحت لیبل کپیتال رکوردز و با تهیه کنندگی تامی پروفیت و دیوید گارسیا بود.
این آلبوم جایی است که وی خیلی بیشتر از ترس‌ها و جایگاهش در زندگی، تأثیرات زندگی و مشکلات رو به رویش صحبت می‌کند.
همچنین او در این آلبوم، آهنگ How Could You Leave Us «چطور تونستی مارو ترک کنی» را برای مادرش خوانده‌است.
ناگفته نماند او همچنین در آلبوم Moments «لحظه‌ها» آهنگ Miss You «دلم واست تنگ شده» را هم برای مادرش خوانده‌است.
او در سال ۲۰۱۷ آلبوم Perception «ادراک» را منتشر می‌کند،این آلبوم تحت لیبل‌های کپیتال رکوردز،  Caroline Record «کارولین رکورد» و NFREALMUSIC «ان اف موزیک واقعی» با تهیه کنندگی تامی پروفیت و دیوید گارسیا و جرود اینگرام منتشر شد و شهرت زیادی را برای او به همراه داشت.
او در آهنگ Intro III «معرفی۳» بالاخره با ترس خود رو به رو می‌شود و با ترسش صحبت می‌کند، آن را می‌کشد و دفن می‌کند اما در آخر به این نتیجه می‌رسد که باید با ترس خود کنار بیاید.
یکی از آهنگ‌های مشهور او Let You Down «نا امیدت کردم» است که طرفداران زیادی را جلب کرد.
نا گفته نماند که در همین سال همکاری با فیوچرستیک داشت که درآهنگ Epiphany «افسانه» است.
در سال ۲۰۱۸ دو تک آهنگ با نام‌های No Name «بدون نام» و Why «چرا» منتشر کرد
و در همین سال با دوست دخترش Bridgit «بریجیت» ازدواج کرد.
او در سال ۲۰۱۹ آلبوم The Search «جستجو» را منتشر کرد که با بازخوردهای خوبی مواجه شد. این آلبوم تحت لیبل‌های کپیتال رکوردز،  Caroline Record «کارولین رکورد» و NFREALMUSIC «ان اف موزیک واقعی» با تهیه کنندگی تامی پروفیت و دیوید گارسیا و جرود اینگرام منتشر شد.
همچنین در سال ۲۰۱۹، پس از انتشار آلبوم The Search «جستجو»، نقدهایی به او وارد شد که در نتیجه آن یک تک آهنگ به نام «PAID MY DUES» «قبض‌هایم را پرداخت کردم» در ۳ دسامبر ۲۰۱۹ منتشر کرد و در آن پاسخ منتقدان را داد.
۲ سال بعد یعنی در سال ۲۰۲۱ برای اینکه هواداران برای آلبوم بعدی استودیی خیلی منتظر نمانند، آلبوم میکس تیپی تحت عنوان Clouds The Mixtape) منتشر کرد.
در سال ۲۰۲۳ ششمین آلبوم استودیویی خود را تحت عنوان HOPE منتشر کرد که زیر نظر لیبل کپیتال رکوردز بود.

## آلبوم‌شناسی
Moments (۲۰۱۰)
NF (EP) (۲۰۱۴)
Mansion (۲۰۱۵)
Therapy Session (۲۰۱۶)
Perception (۲۰۱۷)
The Search (۲۰۱۹)
Clouds (The Mixtape) (۲۰۲۱)
Hope (۲۰۲۳)

## علایق او
از سازهای مورد علاقه او می‌توان به ویولن و پیانو اشاره کرد.
رپر مورد علاقه او امینم و کندریک لامار است و به اد شیرن علاقه خاصی دارد.
ترس جایگاه مهمی در زندگی او داشته‌است.
به گفته خود او، متن آهنگ‌هایش را با خودکار و روی کاغذ می‌نویسد و تمام نوشته‌هایش به زندگی‌اش مربوط است.
او رپری مولتی‌ژانر است که در سبک‌ها و موضوعات متنوع آهنگ‌های زیادی دارد.
به فیلم علاقه خاصی دارد و کاراکترهای مورد علاقه او مرد آهنی، هالک و جوکر هستند.
او خود را به طرفداران وابسته می‌داند و معتقد است که به کمک طرفدارانش به اینجا رسیده‌است.
علاقه ای به خندیدن، عکس گرفتن و بغل کردن ندارد
به لباس‌های تیره، بوت‌های تیمبرلند و تیشرت‌های بلند و گشاد و شلوار لی پاره علاقه شدیدی دارد و به شدت از برندهای تقلبی متنفر است.

## صحبت‌های او در مورد موزیک
به گفته خود او از رپرهایی که فقط از پول، مواد مخدر و سکس می‌خوانند بدش می‌آید چون آن‌ها را تقلبی و بی‌ارزش می‌بیند.
او طرفداران خود را به راستی و درستی و تلاش و عمل دعوت می‌کند.
او روی بدن خود چندین تتو دارد؛ REALMUSIC «موزیک واقعی»، کلیدهایی که با دستش گرفته‌است، تاریخ ازدواجش و قفل در.
شعارهای معروف ان‌اف و طرفداران او REALMUSIC «موزیک واقعی» و RealMusicTillTheDayWeDie «موزیک واقعی تا روزی که خواهیم مرد» هستند.

## جوایز و نامزدی‌ها
ان‌اف نامزد چندین جایزه موسیقی شده است، از جمله جوایز موسیقی بیلبورد و جوایز دُو. او در سال ۲۰۱۶ برنده جایزه دُو برای آلبوم سال رپ/هیپ هاپ برای آلبوم Therapy Session شد.